# Joe Garner
Joseph Alan „Joe“ Garner (* 12. April 1988 in Blackburn) ist ein englischer Fußballspieler, der aktuell bei Carlisle United unter Vertrag steht.

## Sportlicher Werdegang
Joe Garner startete seine Profikarriere in seiner Heimatstadt Blackburn bei den Blackburn Rovers, für die er bereits in seiner Jugend gespielt hatte. In der Mannschaft von Trainer Mark Hughes hatte Garner es jedoch schwer, sich gegen so namhafte Konkurrenz wie Benni McCarthy, Shabani Nonda und Jason Roberts durchzusetzen.
Garner wechselte deshalb im Januar 2007 zunächst auf Leihbasis zu Carlisle United in die dritthöchste englische Spielklasse, der Football League One, und kam auf fünf Tore in 18 Spielen. Nach Saisonende schloss er sich im August 2007 für eine vereinsinterne Rekordablösesumme von 140.000 Pfund auf fester Basis den „Cumbrians“ an. Das Jahr 2007/08 begann für ihn sehr erfolgreich und er erzielte 14 Tore in 31 Ligaspielen. Im Februar 2008 zog er sich gegen Derby County einen Kreuzbandriss zu, wodurch er für den Rest der Saisonausfiel. Seine Mannschaftskameraden schlossen derweil die Saison als Tabellenvierte ab und scheiterten im Halbfinale der Aufstiegs-Play-offs an Leeds United.
Joe Garner bestritt die Spielzeit 2008/09 dennoch in der zweithöchsten englischen Liga, nachdem im Juli 2008 der Zweitligaaufsteiger Nottingham Forest die festgeschriebene Ablösesumme von 1,14 Millionen Pfund.  Er unterschrieb einen Vertrag bis 2012, bestritt in der ersten Saison 28 Ligaspiele und schoss dabei sieben Tore. Nottingham sicherte erst am vorletzten Spieltag den Klassenerhalt. In der Saisonpause verpflichtete Nottingham mit Dexter Blackstock, Dele Adebola und David McGoldrick drei neue Stürmer, so dass Garner die Saison auf der für ihn ungewohnten Position im rechten Mittelfeld begann, einen Platz, den er im November einbüßte und anschließend nur noch selten zum Einsatz kam. Seine beiden Saisontreffer erzielte er erst am Saisonende, als er zweimal als Stürmer in der Startaufstellung stand. Im anschließenden Halbfinale der Aufstiegs-Play-offs gegen den FC Blackpool kam er nicht zum Einsatz.
Im Juli 2010 unterzeichnete Garner einen auf sechs Monate befristeten Leihvertrag beim Drittligisten Huddersfield Town. Nach Ablauf des Leihvertrages wechselte er am 31. Januar 2011 bis zum Saisonende zu Scunthorpe United.
Am 31. August 2011 wechselte er zum Zweitligarivalen FC Watford und unterzeichnete einen Zweijahresvertrag. Nach einem kurzen Gastspiel in Carlisle stand Garner danach von 2013 bis 2016 beim Drittligisten Preston North End unter Vertrag. Im August 2016 wechselte er zu den Glasgow Rangers nach Schottland. Nach einer Saison bei den Rangers wechselte er zu Ipswich Town. Danach wechselte er über Wigan Athletic zu APOEL Nikosia.